# 출석요구서
|                                                                  |
| 형사소송법                                                       |
| 이념과 구조                                                      |
| 무죄 추정의 원칙 · 자백배제법칙 · 전문법칙                       |
| 증거보전청구권 · 형사보상청구권 · 독수독과이론                   |
| 실체적 진실주의 · 적정절차 · 신속한 재판의 원칙                  |
| 진술거부권 · 접견교통권 · 증거개시제도                           |
| 열람등사권 · 위법수집증거배제법칙                                |
| 법원                                                             |
| 제척 · 기피 · 회피 관할 · 이송 · 법관                            |
| 피고인과 변호인                                                  |
| 피고인 ·변호인 · 성명모용자 · 공동피고인 국선변호인 · 법정대리인 |
| 검사                                                             |
| 기소독점주의 · 검사 동일체의 원칙                                |
| 수사                                                             |
| 함정수사 · 불심검문 · 임의동행 · 동행요구 · 사법경찰관           |
| 구속                                                             |
| 구속영장 · 체포영장                                              |
| 증거법                                                           |
| 정황증거 · 전문증거 · 진술조서 · 진술서 · 실황조사서 · 검증조서  |
| 진술 · 증인                                                      |
| 재판                                                             |
| 공소장 · 공소장일본주의                                          |
| 고소 · 고발 · 고소불가분의 원칙 · 자수                           |
| 상소                                                             |
| 항소, 상고 & 비상상고                                            |
| 다른 7법 영역                                                    |
| 헌법 · 민법 · 형법                                               |
| 민사소송법 · 형사소송법 · 행정법                                 |
| 포털: 법 · 법철학 · 형사정책                                     |
| v • d • e • h                                                    |

출석요구서(出席要求書)는 수사권을 가진 행정청이 당사자의 진술을 들을 목적으로 출석을 요구하는 서면을 말한다.

## 개요
형사소송법에 의하여 피의자에 대한 출석요구서 송달은 당사자의 확인 해야만 하는 등기우편에 의하여 수사권을 가진 "검사 또는 사법경찰관이 수사에 필요한 때에는 피의자의 출석을 요구하여 진술을 들을 수 있다."라는 규정에 근거한다.

## 논란
형사소송법에 의하여 수사기관의 수사는 임의수사와 강제수사가 있다. 당사자의 진술을 들을 목적으로 출석을 요구하는 것은 강제성이 없는 임의수사이다.
다만 "피의자가 죄를 범하였다고 의심할 만한 상당한 이유가 있고, 정당한 이유없이 출석요구에 응하지 아니하거나 응하지 아니할 우려가 있는 때에는 검사는 관할 지방법원판사에게 청구하여 체포영장을 발부받아 피의자를 체포할 수 있다"(형사소송법 제200조2)는 규정을 남용하여 헌법상의 진술 거부권을 행사하거나 출석이 아닌 다른 방법으로 진술을 하고자 하는 경우에도 피의자가 출석하지 않으면 체포영장을 발부할 수 있는 근거를 이용하여 출석을 강요하는 것이 수사상의 관행이어서 기본권 침해 논란이 있고 현재 헌법재판소에 헌법소원심판(사건번호 : 2014헌마410)이 회부되어 있다.